# Олійник Василь Васильович
Василь Васильович Олійник (5 лютого 1948 с. Сівка-Калуська, тепер Калуський район, Івано-Франківська область — 6 лютого 2016, м. Долина) — український поет, громадський діяч, член НСПУ (з 1994), НСЖУ.

## Життєпис
Закінчив факультет журналістики Львівського державного університету ім. І. Франка.
Багато років працював у засобах масової інформації. Засновник і один з організаторів щорічного свята ліричної Франкової поезії в селі Лолині Долинського району.
Голова Долинської районної «Просвіти».
Упорядник антологій «Столиця Франкового серця» (2005), «З горіха зерня» (2012), співупорядник книги літераторів Долинщини «Антологія краю».
Поетичні строфи автора були опубліковані у журналі «Перевал», «Снятин», альманахах «Яворове листя», «Від Карпат до Опілля», також письменник був редактор багатьох збірок віршів, працював і в жанрі пісні.

### Збірки поезій
- «Стремено» (1981),
- «Гармонія площин» (1992),
- «Толока» (1997),
- «Княгиня»(2000),
- «Крижма»(2005),
- «Понад шляхами сивими» (2008),
- «Йордань-Вода» (2015);
- художньо-документальни нарису «Європейський тенор з Велдіжа» (2000) (про видатного українського співака Василя Тисяка).

## Вшанування пам'яті
- 11 лютого 2018 року на його честь відкрили меморіальну дошку в рідному селі Сівка-Калуська.[2]